# Szomolya
Szomolya é um município da Hungria, situado no condado de Borsod-Abaúj-Zemplén. Tem 22,69 km² de área e sua população em 2015 foi estimada em 1.628 habitantes.